# Le Labyrinthe : La Terre brûlée
Pour les articles homonymes, voir Le Labyrinthe.
Série Le Labyrinthe
Le Labyrinthe
(2014) Le Labyrinthe : Le Remède mortel
(2018)
Pour plus de détails, voir Fiche technique et Distribution.
Le Labyrinthe : La Terre brûlée ou L'Épreuve : La Terre brûlée au Québec (Maze Runner: The Scorch Trials) est un film de science-fiction post-apocalyptique américain réalisé par Wes Ball, sorti en 2015.
Il est adapté du deuxième tome du cycle romanesque L'Épreuve de James Dashner.
Il s'agit de la suite du film Labyrinthe (2014). Un troisième volet est sorti en 2018 : Le Labyrinthe : Le Remède mortel.

## Synopsis
Thomas est pris en charge par Ava Paige et les troupes de l'organisation WICKED, aux côtés d'autres enfants, après leur avoir été confié par sa mère pour sa propre sécurité.
Thomas se réveille de ce rêve dans l'hélicoptère qui l'a secouru du Labyrinthe, avec les « blocards » restants - Newt, Minho, Teresa, Frypan, Winston, Jack et Tim. Ils sont emmenés dans un centre géré par Janson qui explique que l'établissement les protège contre WICKED et les individus infectés par le « virus braise », appelés les « fondus » (Cranks en VO), tout comme d'autres survivants de multiples labyrinthes. Parmi eux Aris, qui ne croit pas aux bonnes intentions de leurs sauveurs. Aris découvre bientôt avec Thomas que les survivants servent en réalité de cobayes et que Janson travaille pour WICKED et Ava Paige, toujours vivante. Ils apprennent aussi qu'un groupe de résistants appelé le « Bras droit », basé dans les montagnes, menace ses expériences. Comprenant qu'ils sont eux aussi condamnés, Thomas et ses amis récupèrent Teresa et s'échappent de l'installation, traqués par Janson et ses troupes. Ils découvrent alors le monde extérieur : la terre brûlée. Le groupe se réfugie dans les ruines d'un centre commercial et affronte des « fondus ». Au cours de la fuite, Jack disparaît et Winston est infecté.
Au matin, ils découvrent la ville en ruines alors que WICKED est toujours à leur recherche. L'infection de Winston empire, forçant ses amis à l'abandonner ; peu après, Winston se suicide. Le groupe avance dans le désert jusqu'à ce qu'une nuit, Thomas voit au loin des lumières. Sous une pluie d'éclairs, ils parviennent jusqu'aux installations pour se protéger. Minho est frappé par la foudre, mais survit. Ils rencontrent Brenda et Jorge qui dirigent une dangereuse bande de survivants. D'abord hostile, Jorge, sachant que le groupe est constitué d'immunisés précieux, veut rallier le « Bras droit », et convient avec Brenda d'emmener les jeunes gens jusqu'à celui-ci, en abandonnant leur propre bande. Peu après, Janson et ses hommes attaquent l'installation mais Jorge déclenche des explosifs qui détruisent le bâtiment. Thomas et Brenda sont laissés derrière tandis que les autres parviennent à fuir avec Jorge. Thomas et Brenda sont alors confrontés à des « fondus » auxquels ils échappent, mais Brenda est infectée à son tour.
Thomas et Brenda rejoignent la ville en ruine où des gens encore sains d'esprit tentent de survivre. Entraînés dans un bar dirigé par Marcus, ils se retrouvent dans un état second après avoir bu de force une boisson droguée et perdent connaissance après s'être embrassés. En flashback, Thomas se remémore une époque où il travaillait avec Teresa pour WICKED, et il tente de l'avertir avant d'être séparé d'elle. À son réveil, il la retrouve, ainsi que ses amis et Brenda, et Jorge qui interroge brutalement Marcus : ce dernier avoue appâter secrètement des sujets pour WICKED et finit par révéler la cachette du « Bras droit » dans les montagnes. Plus tard, le groupe parvient à rejoindre le fameux camp où d'autres survivants sont présents. Ils sont fraîchement accueillis par Harriet et Sonya, deux des membres du groupe d'Aris, puis par Vince qui commande le détachement. L'infection de Brenda empire et Vince menace de l'abattre. Mais il est arrêté par Mary Cooper, une ancienne scientifique de WICKED qui révèle, à la surprise de Vince, que Thomas était leur informateur dans le Labyrinthe. Mary arrête provisoirement l'infection de Brenda en utilisant un traitement enzymatique prélevé sur Thomas, et explique que l'enzyme ne peut être récoltée que sur un immune, mais que les méthodes controversés du WICKED pour l'obtenir l'ont conduite à quitter l'organisation.
Le soir, Teresa, à qui le WICKED a restitué ses souvenirs, trahit ses amis en révélant l'emplacement du camp. Janson et des hommes armés débarquent en hélicoptère et capturent immunisés et résistants, excepté Jorge et Brenda. Thomas se livre de lui-même. Ava Paige arrive ensuite et s'explique devant tous les captifs sur la trahison de Teresa, ainsi que sur ses motivations intrinsèquement bonnes, quoique discutables, relatives à ses expériences pour sauver l'humanité de la Braise. Mary l'interpelle mais elle est froidement abattue par Janson. Ava donne l'ordre d'embarquer, mais Thomas saisit une bombe et menace de se faire sauter avec Minho, Newt et Poêle-à-frire qui le soutiennent. Jorge déboule alors dans une voiture, couvert par les tirs de Brenda, et un dernier combat s'engage. Plusieurs résistants se libèrent, Vince en tête, et repoussent le WICKED qui réembarque, mais en emmenant plusieurs immunisés, dont Sonya, Aris et Minho.
Le lendemain, Vince décide de partir avec les survivants vers un lieu sûr. Mais Thomas veut sauver Minho et réussit à les convaincre de le suivre ; son objectif est désormais de tuer Ava Paige.

## Fiche technique
Sauf indication contraire, les informations mentionnées dans cette section peuvent être confirmées par les bases de données cinématographiques IMDb et Allociné,  présentes dans la section « Liens externes ».
- Titre original : Maze Runner: The Scorch Trials
- Titre français : Le Labyrinthe : La Terre brûlée
- Titre québécois : L'Épreuve : La Terre brûlée[2]
- Réalisation : Wes Ball
- Scénario : T. S. Nowlin, d'après le roman La Terre brûlée de James Dashner[3]
- Musique : John Paesano
  - Musiques additionnelles : Braden Kimball, Jason Livesay et Nolan Livesay
- Direction artistique : Andrew Max Cahn et Billy W. Ray
- Décors : Daniel T. Dorrance, Kelly Berry et John Navarro[4]
- Costumes : Sanja Milkovic Hays
- Photographie : Gyula Pados
- Son : Brian Bair, Ron Bartlett, Paul Ledford, Ai-Ling Lee, Erin Michael Rettig
- Montage : Dan Zimmerman
- Production : Marty Bowen, Wyck Godfrey, Ellen Goldsmith-Vein, Joe Hartwick Jr. et Lee Stollman
  - Production déléguée : Wes Ball, Eddie Gamarra, T.S. Nowlin et Lindsay Williams
- Sociétés de production : Gotham Group et Temple Hill Entertainment, en association avec TSG Entertainment
- Sociétés de distribution : Twentieth Century Fox ; Twentieth Century Fox France (France)
- Budget : 61 millions de $[5]
- Pays de production :  États-Unis
- Langue originale : anglais
- Format : couleur — Codex — 2,39:1 (CinemaScope) — son : Dolby Atmos / Auro 11.1 / Dolby Surround 7.1
- Genre : science-fiction, action, aventure, dystopie
- Durée : 131 minutes
- Dates de sortie[6] :
  - États-Unis, Québec : 18 septembre 2015[2]
  - Belgique, Suisse romande : 23 septembre 2015[7],[8]
  - France : 7 octobre 2015[9]
- Classification :
  - États-Unis : accord parental recommandé, film déconseillé aux moins de 13 ans (PG-13 - Parents Strongly Cautioned)[N 1]
  - France : tous publics avec avertissement[10],[N 2]
  - Belgique : potentiellement préjudiciable jusqu'à 12 ans (Mogelijk schadelijk voor kinderen onder de 12 jaar)[7],[11]
  - Suisse romande : interdit aux moins de 14 ans[12]
  - Québec : 13 ans et plus (13+ / 13 years and over)[2]

## Distribution
- Dylan O'Brien (VF : Adrien Larmande ; VQ : Xavier Dolan) : Thomas[13]
- Kaya Scodelario (VF : Karine Foviau ; VQ : Catherine Brunet) : Teresa
- Thomas Brodie-Sangster (VF : Gabriel Bismuth-Bienaimé ; VQ : Sébastien Reding) : Newt
- Ki Hong Lee (VF : Alexandre Nguyen ; VQ : Gabriel Lessard) : Minho
- Dexter Darden (VF : Alex Fondja ; VQ : Kevin Houle) : Frypan
- Rosa Salazar (VF : Julie Cavanna ; VQ : Magalie Lépine-Blondeau) : Brenda
- Jacob Lofland (VF : Tom Hudson ; VQ : Alexandre Bacon) : Aris
- Alexander Flores (VF : Maxime Baudouin ; VQ : François-Nicolas Dolan) : Winston
- Aidan Gillen (VF : Yann Guillemot ; VQ : Nicolas Charbonneaux-Collombet) : Janson
- Giancarlo Esposito (VF : Thierry Desroses ; VQ : Alain Zouvi) : Jorge
- Barry Pepper (VF : Guillaume Lebon ; VQ : Gilbert Lachance) : Vince
- Patricia Clarkson (VF : Sylvia Bergé ; VQ : Élise Bertrand) : Ava Paige
- Lili Taylor (VF : Isabelle Gardien ; VQ : Valérie Gagné) : Mary Cooper
- Nathalie Emmanuel (VF : Audrey Sablé) : Harriet
- Katherine McNamara (VF : Zina Khakhoulia) : Sonya
- Alan Tudyk (VF : Thierry Hancisse ; VQ : Patrick Chouinard) : Markus (Blondie en VO)

Sources et légende : version française (VF) sur RS Doublage, AlloDoublage et selon le carton de doublage français au cinéma. Version québécoise (VQ) sur Doublage Québec

## Production

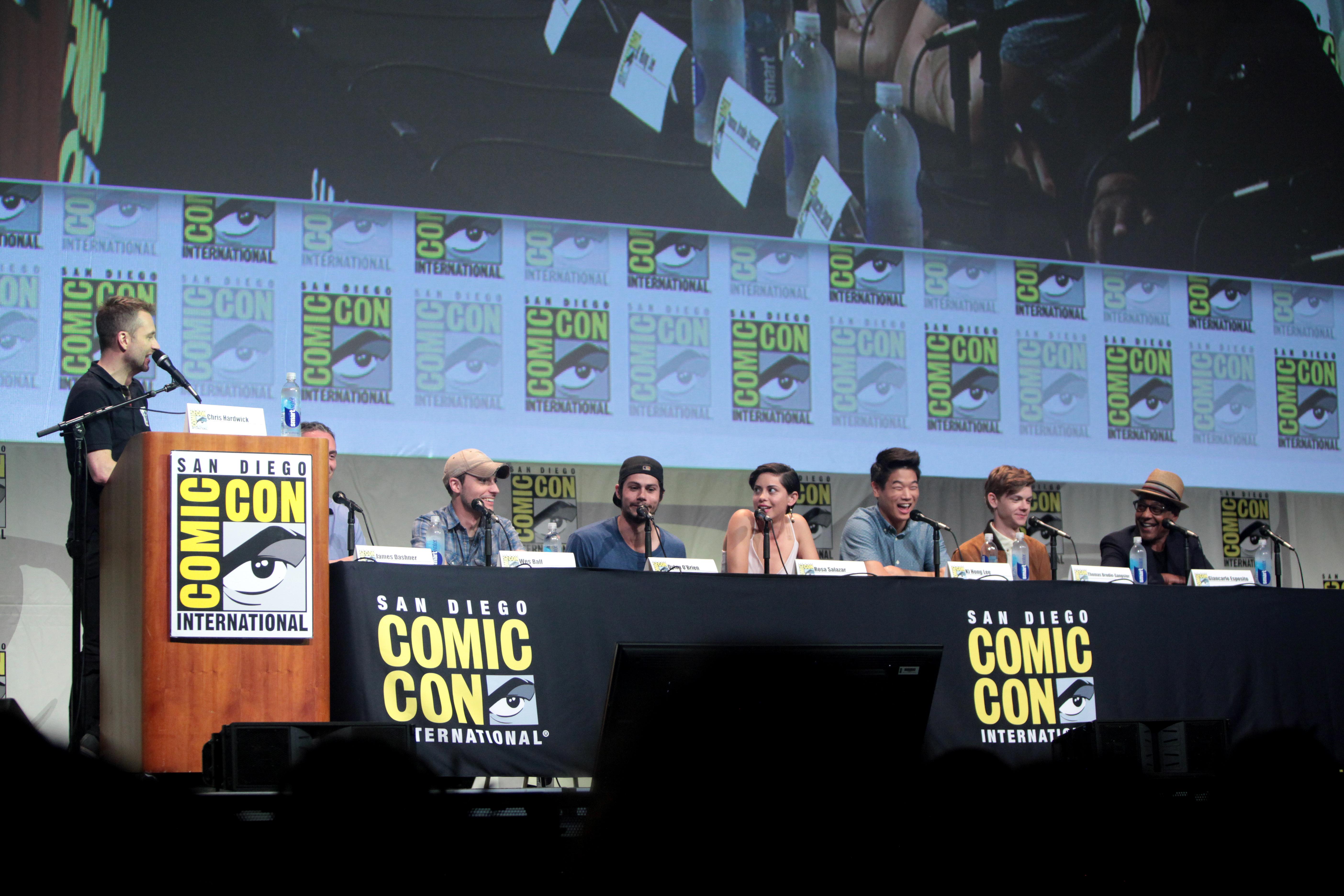
Une partie de l'équipe au panel pour le film au San Diego Comic-Con 2015

### Genèse et développement
Initialement la 20th Century Fox voulait attendre de voir le succès du premier film avant de lancer la suite. Cependant, celle-ci est validée deux semaines avant la sortie en salles du premier opus.
Wes Ball et le scénariste T. S. Nowlin procèdent à des modifications de l'intrigue pour les besoins du film tout en gardant l'essence des livres. Des éléments du deuxième et troisième livres sont réorganisés pour installer l'intrigue future du troisième film.
L'artiste Ken Barthelmey ébaucha les humains transformés, "Les fondus" (les Cranks en VO).

### Attribution des rôles
Adelaide Kane devait initialement incarner Brenda. Mais elle est prise par d'autres projets et finalement remplacée par Rosa Salazar. Emma Roberts ou encore Hailee Steinfeld avaient été un temps évoquées pour le rôle,.

### Tournage
Le tournage débute le 27 octobre 2014 aux alentours d'Albuquerque, au Nouveau-Mexique. Il s'achève le 27 janvier 2015, après 94 jours.

## Accueil

### Accueil critique
Le film est plutôt mal accueilli par la presse avec une note de 43/100 sur Metacritic, cependant il reçoit une meilleure critique du côté du public avec une note de 6.3/10 sur IMDb[réf. nécessaire].

### Box-office
Pour son premier jour d'exploitation en France, il attire 222 017 spectateurs. Il totalise finalement plus de 3 millions d'entrées sur le sol français et se classe 12e du box-office annuel en France. Ce deuxième film réalise un score assez proche du premier film, qui avait enregistré 3 127 112 entrées.
Dans le monde, le film engendre cependant des recettes moins importantes que le premier film : 312 296 056 $ pour ce deuxième opus contre 348 319 861 $ pour le premier. Aux États-Unis, le film fonctionne également moins bien que le premier film avec environ 20 millions de dollars de recettes en moins.
| Pays ou région    | Box-office        | Date d'arrêt du box-office | Nombre de semaines |
| ----------------- | ----------------- | -------------------------- | ------------------ |
| États-Unis Canada | 81 697 192 $      | 21 janvier 2016            | 18                 |
| France            | 3 200 015 entrées | 18 novembre 2015           | 7                  |
| Total mondial     | 312 296 056 $     | -                          | -                  |

## Distinctions

### Récompenses2016
- Teen Choice Award :
  - Teen Choice Award du meilleur acteur dans un film d'action pour Dylan O'Brien
  - Teen Choice Award de la meilleure alchimie pour Thomas Brodie-Sangster et Dylan O'Brien

### Nominations2016
- Annie Awards : meilleurs effets animés dans un film en prises de vue réelles pour Ronnie Menahem, Pavani Rao Boddapati, Francois Sugny, Leslie Chan et Nicolas Petit
- Teen Choice Award :
  - Meilleur film d'action
  - Meilleure actrice dans un film d'action pour Kaya Scodelario
  - Meilleur vilain pour Aidan Gillen
- Young Artist Awards : meilleure second rôle masculin dans un film (14 - 21) pour Jacob Lofland

## Éditions en vidéo
- En France, le film Le Labyrinthe : La Terre brûlée est sorti en DVD + Digital HD[29], Blu-ray + Digital HD[30] et dans une édition collector Blu-ray + DVD[31] le 7 février 2016. Le film est également sorti en VOD le 7 février 2016[9]. Le film est ressorti en DVD + Digital HD[32] le 1er juin 2016. À la suite des évolutions techniques afin d'améliorer la qualité d'image et de sons, le film sort dans une édition 4K Ultra HD + Blu-ray + Digital HD le 29 mars 2016[33].
- Au Québec, le film est sorti en DVD le 15 décembre 2015[2].

## Différences avec le roman
- Pour cette suite, le scénario empiète sur le second et troisième tome du roman. Dans le roman, la terre brûlée constitue une phase supplémentaire du test avec pour récompense la promesse d'un remède[34]. Dans le film, la traversée est une évasion afin d'entrer en contact avec la résistance.
- La scène où Janson s'entretient seul avec Thomas puis celle de la douche fait partie du troisième tome[35].
- Le nombre d'immunes rescapés tend à penser qu'il y a plusieurs Labyrinthes alors que seulement 2 sont présents dans le livre[36].
- Le rôle de Teresa est différent du roman au film : dans ce dernier, elle se contente de suivre le groupe de Thomas avant de les trahir. Dans le livre, elle est forcée par WICKED de jouer un rôle ambigu afin de tester les réactions du garçon[37].
- Il en est de même pour Aris, qui joue ici un rôle important dans l'évasion mais nullement dans les manigances imposés par WICKED comme dans le roman[38].
- Winston se suicide après avoir été infecté par la braise. Dans le roman, il est gravement blessé par une matière inconnue[39] et vraisemblablement tué par la suite par la foudre[40].
- Jorge est un jeune hispanique dans le roman[41] alors que dans le film, il s'agit d'un adulte d'âge mûr, jouant un peu le rôle de père pour Brenda.
- Brenda apparaît sous les traits d'un garçon manqué dans le film, alors que dans le roman, elle est une jolie adolescente[42] très entreprenante envers Thomas[43], voire jalouse[44].
- Les fondus (personnes infectées par le virus braise) apparaissent comme des morts-vivants alors que dans le roman, ils restent un peu humains en perdant progressivement la raison[45].
- Scénario oblige, le personnage de Vince est présent à la fin du film alors qu'il n'apparaît que dans le troisième tome du roman.
- On apprend que Thomas a été envoyé dans le Labyrinthe parce qu'il donnait des informations à la résistance. Dans le roman, lui, Teresa, Aris et une dénommée Rachel sont volontaires pour y rentrer et sont les éléments déclencheurs de la fin de cette épreuve[46].

## Suite
En mars 2015, T. S. Nowlin, qui a coécrit le premier scénario et écrit celui du second film, a confirmé qu'il y aura un troisième opus : Le Labyrinthe : Le Remède mortel. Ball a confirmé cela en ajoutant qu'il ne serait pas séparé en deux. Il est sorti en janvier 2018.